# Il signor Rossi al camping
Il signor Rossi al camping è il quinto cortometraggio del signor Rossi del 1970 diretto da Bruno Bozzetto.

## Trama
Il signor Rossi, affascinato dalla prospettiva di una vita campestre e di un ritorno alla natura, lontano dai clamori e dagli inconvenienti della città, vuole provare l’esperienza del camping: si reca così in un negozio dedicato dove il venditore lo convince ad acquistare una tenda che si monta automaticamente col canto del proprietario. 
Purtroppo, appena dopo aver raggiunto un campeggio tra le montagne, l’incanto comincia a svanire: il turismo di massa e dei comfort irrinunciabili ha ormai già contaminato anche quella forma di villeggiatura e Rossi si ritrova circondato nuovamente dai rumori della vita moderna. Il pover’uomo si destreggerà tra gli inconvenienti causati dalle intemperie, i segni che la civiltà antropica ha impresso alla natura e perfino la proliferazione di pratiche inquinanti sulle montagne.
Dopo essere rimasto coinvolto nell’apertura di una diga, Rossi ne ha finalmente abbastanza: tornato in città, si reca al negozio per il camping e fa entrare con l’inganno il venditore nella tenda a montaggio automatico per poi ricompattarla, calpestarla e spararle contro con lui dentro.
Il corto si chiude su Rossi che, attuata la sua folle vendetta, viene tuttavia subito colto dai sensi di colpa per ciò che ha appena fatto e prorompe in un pianto disperato.